# Laotrombicula
Laotrombicula (лат.) — род клещей из семейства Trombiculidae (Acariformes, Prostigmata). Паразит живого ископаемого и вымирающего вида лаосской скальной крысы. Эндемик Лаоса.

## Распространение
Встречаются в Юго-Восточной Азии: Лаос, карстовые известняки провинции Кхаммуан.

## Описание
Мелкие клещи (около 1 мм). От других краснотелок отличаются по огромному числу перистых щетинок на спине. Лапка пальп с 7 разветвленными щетинками и базальной тарзалой (сенсорная щетинка), без голого субтерминала; галеальная щетинка крупная, разветвленная; коготок пальп 3-зубчатый (иногда с добавочным 4-м зубцом); хелицеральная пластинка с трехстворчатым колпачком; дорсальная щетинка голени пальп разветвленная; пальпальные бедренные, коленные, латеральные и вентральные голенные щетинки голые (коленная щетинка иногда с одной короткой ресничкой). Щиток с вогнутым передним краем, почти субгексагональным или полукруглым, с зубчатыми продольными гребнями в средней части и утолщенным задним краем; 2 пары глаз, окулярные пластинки, прижатые к щитку или сросшиеся с ним; жгутиковидные сенсиллы в дистальной половине густо разветвлены. Идиосомные щетинки многочисленные (NDV = 270—362). Спинные идиосомные щетинки двух типов: краевые щетинки обычные для клещей Trombiculidae, умеренно колючие, центральные щетинки уплощенные, перистые (с перистыми недискретными лопастями, соединенными друг с другом в базальной части), как у некоторых видов папоротников. Уропора (анальное отверстие) смещена в каудальную часть идиосомы. Ноги 7-члениковые.
Обнаружены на реликтовой лаосской скальной крысе (Laonastes aenigmamus, Diatomyidae). Предположительно, как и другие близкие таксоны их личинки паразиты и питаются гемолимфой.

## Систематика и этимология
2 вида из Ориентальной области. Таксон Laotrombicula близок к родам Leptotrombidium (по формулам щетинок гнатосомы и ног) и Trombiculindus (но у него спинные щетинки листовидные, а у Laotrombicula — перистые). Однако род Laotrombicula отчетливо отличается от Leptotrombidium и Trombiculindus формой скутума, который в первом случае является субгексагональным или полукруглым, а во втором — широко прямоугольным. Новый род также сходен с Trombiculindus наличием двух типов дорсальных идиосомных щетинок: зазубренных краевых и широко вздутых центральных щетинок. Дорсоцентральные идиосомные щетинки у видов Trombiculindus имеют форму цельных листьев растения, тогда как у Laotrombicula spp. перистые. Очевидной уникальной особенностью Laotrombicula является наличие продольных зубчатых гребней в средней части скутума. Родовое название Laotrombicula происходит от двух слов: имени места нахождения (Лаос) и типового рода семейства (Trombicula).
- Laotrombicula khunboromi Stekolnikov, 2014
- Laotrombicula fangumi Stekolnikov, 2014